# Mastophora ypiranga
Mastophora ypiranga är en spindelart som beskrevs av Levi 2003. Mastophora ypiranga ingår i släktet Mastophora och familjen hjulspindlar. Inga underarter finns listade i Catalogue of Life.